# آرثر ثورنتون
آرثر ثورنتون (بالإنجليزية: Arthur Thornton)‏ (20 يوليو 1854 في المملكة المتحدة - 19 أبريل 1915 في المملكة المتحدة) هو لاعب كريكت بريطاني (وحمل سابقاً جنسية المملكة المتحدة لبريطانيا العظمى وأيرلندا). لعب مع نادي مقاطعة يوركشاير للكريكت ‏.